# جک گالووی
جک گالووی (انگلیسی: Jack Galloway؛ زادهٔ ۱۴ مهٔ ۱۹۴۷) بازیگر اهل بریتانیا است.
از فیلم‌ها یا مجموعه‌های تلویزیونی که وی در آن‌ها نقش داشته‌است، می‌توان به پوآرو، خانم دالووی، آخر هفته کثیف، پلنگ سیاه، خانواده دراماند و پلی در دوردست اشاره نمود.